# Оутен, Саванна
Саванна Оутен (англ. Savannah Outen; 14 октября 1992, Хилсборо) — американская певица, которая приобрела популярность на YouTube. Outen начала публиковать видео своего пения на YouTube в марте 2007 года вместе с Angelika Vee и Esmee Denters. В 2010 году она сотрудничала с Boyce Avenue на их шестом акустическом альбоме. Выступала в 85-м ежегодном параде Дня Благодарения Macy's 24 ноября 2011 года.

## Музыка
Оутен пела национальный гимн на многих профессиональных спортивных площадках , включая "Окленд Рейдерс", "Лос-Анджелес Доджерс", "Анахайм Энджелс", "Сиэтл Маринерс", "Сиэтл Суперсоникс", "Сиэтл Шторм" и "Портленд Биверс". С 2002 по 2006 год она была членом танцевальной группы Junior BlazerDancers. В 2006 году она выиграла молодежный конкурс талантов на ярмарке округа Вашингтон в своем родном городе.
31 мая 2008 года первый сингл Outen, "Goodbyes", был показан на музыкальном канале Radio Disney. Она получила 95% - ный выбор, и 2 июня песня была добавлена в плейлист Radio Disney. В течение двух недель она держалась на 28-м месте в Top 30 Countdown, занимая 18 недель подряд и достигнув пика на 5-м месте, что сделало ее самой высокорейтинговой песней, которую когда-либо достигал неподписанный исполнитель на радио Disney. Ее последняя песня, "Fighting For My Life", была на музыкальном радио 31 октября 2009 года и получила 98% голосов слушателей. к октябрю 2008 года ее аккаунт на YouTube достиг 19 миллионов просмотров.

## Дискография

### Синглы
- 2008: Goodbyes
  - 2008: Adios (испанская версия)
  - 2009: Adeus (бразильская версия)
- 2009: If You Only Knew
- 2009: Hope and Prayer
- 2009: Shop
- 2009: He’s Just So
- 2009: What If I Said
- 2009: So What
- 2009: Fighting for My Life (31-го октября 2009)
- 2009: O Holy Night (22-го декабря 2009)
- 2010: Be Original
- 2010: The Song of Christmas Time
- 2010: Magical Season feat. Anna Golden
- 2011: Tonight with You (с Josh Golden)
- 2012: I’ve Got You

### Саундтреки
- 2009: Radio Disney Jams, Vol. 11 (с «Goodbyes»)
- 2009: Tinker Bell and the Lost Treasure (с «A Greater Treasure Than a Friend»)
- 2010: DisneyMania 7 (с «Little Wonders»)